# Cyperus

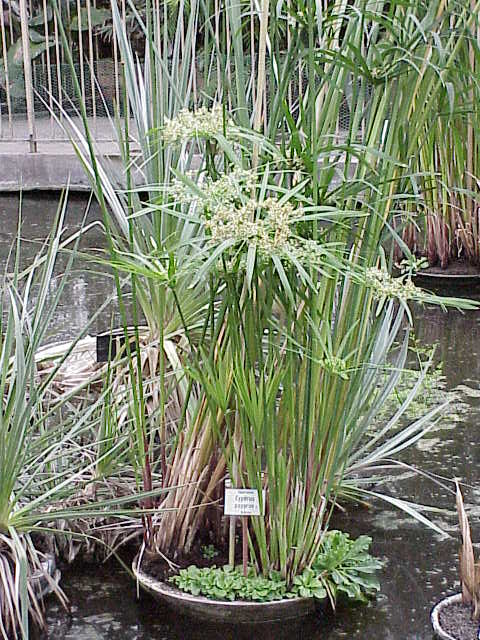
Cyperus papyrus

El género Cyperus, establecido por Linneo en 1753, perteneciente a la familia de las ciperáceas. Está compuesto por unas 700 especies aceptadas, de las más de 2500 descritas, distribuidas por todos los continentes, tanto en regiones tropicales como templadas. Son plantas anuales o perennes en muchos casos pioneras, pueden llegar a dominar o monopolizar ambientes determinados. Las especies varían mucho en tamaño, desde las pequeñas de tan solo 5 cm hasta las que alcanzan 5 m de alto. Los tallos pueden ser circulares, con cortes transversales en algunas, triangulares en otras y normalmente con un entrenudo bastante largo, lo que hace que se vean hojas basales y apicales.[cita requerida] Las flores son verdosas y nacen arracimadas entre las hojas apicales. La semilla es un pequeño grano que es diseminado por el viento para su polinización. En Venezuela existen unas 57 especies de este género.
Cyperus papyrus, oriunda de África, fue de primordial importancia histórica en el abastecimiento de papiro.
 Otras especies como C. rotundus son hierbas invasoras importantes. Cyperus esculentus, la chufa, originaria de India, posee tubérculos comestibles por los cuales es cultivada; algunas otras especies se consumen también, aunque en menor medida. Algunas de las especies tienen un cierto valor comercial y otras son cultivadas como ornamentales. Se está incrementando el interés en las especies mayores y de rápido crecimiento como cultivos de biomasa para la producción de papel y combustible. Además C. articulatus, C. sphacelatus, C. luzulae y C. involucratus son útiles al hombre como medicinales u ornamentales.

## Descripción
Son plantas herbáceas en matas o rizomatosas, perennes o anuales; culmos triquetros o redondeados; plantas hermafroditas o muy rara vez dioicas (C. canus). Hojas solo basales (sin lámina en varias especies). Brácteas de la inflorescencia sin lámina, agrupadas en la parte superior del culmo, cada una sosteniendo un rayo (pedúnculo), espiguillas cilíndricas o comprimidas, naciendo espigada o digitadamente en los extremos de los rayos o de sus ramas, flores en las axilas de escamas dísticas, cuyas bases frecuentemente son decurrentes sobre la raquilla en forma de alas hialinas; perianto ausente; estambres (1–) 3; estilos 2- o 3-ramificados. Fruto triquetro o lenticular.

## Taxonomía
El género fue descrito por Carlos Linneo y publicado en Species Plantarum 1: 44, en 1753. La especie tipo es: Cyperus esculentus L.
Etimología
Cyperus: nombre genérico que procede del nombre griego kypeiros, dado a estas plantas.

## Especies seleccionadas
- Cyperus aggregatus (Willd.)Endl.
- Cyperus albostriatus Schrad.
- Cyperus alternifolius L.
- Cyperus arechavaletae Boeckeler
- Cyperus articulatus L.
- Cyperus aureo-stramineus Mattf. & Kük.
- Cyperus blysmoides Hochst.
- Cyperus caespitosus A.St.-Hil.
- Cyperus capillaris Koen. ex Roxb.
- Cyperus capitatus Vand.
- Cyperus capitinduensis Maury ex Micheli
- Cyperus difformis L.
- Cyperus eragrostis Lam.
- Cyperus esculentus L. - chufa
- Cyperus ferax L. Rich
- Cyperus filiformis Sw. - cebolleta de Cuba[4]
- Cyperus flavescens  L.
- Cyperus fuscus L.

- Cyperus giganteus L.
- Cyperus globosus All.
- Cyperus haspan'' L.
- Cyperus helferi'' L.
- Cyperus kalli (Forssk.) Murb.
- Cyperus laevigatus L.
- Cyperus laxus Lam.
- Cyperus ligularis L.
- Cyperus longus L.
- Cyperus luzulae (L.) Rottb.  ex Retz.
- Cyperus michelianus (L.) Link
- Cyperus multifolius Kunth - chondol de Quito[4]
- Cyperus odoratus L.
- Cyperus papyrus L. - papiro
- Cyperus planifolius Rich.
- Cyperus rotundus L.
- Cyperus scariosus R.Br.
- Cyperus serotinus Rottb.
- Cyperus surinamensis Rottb.
- Cyperus swartzii (A.Dietr.) Boeckeler ex Kük. - espartillo de Cuba[4]
- Cyperus yadavii Wad.Khan, D.P.Chavan & Solanke